# Montículo de Karanovo
El montículo de Karanovo es un yacimiento arqueológico situado cerca del pueblo de Karanovo, a unos 8 km de la ciudad de Nova Zagora, en Bulgaria.

## Excavaciones
Este yacimiento fue excavado inicialmente en 1936 bajo la dirección de Vasil Mikov, con ayuda de Nikola Koichev. Una segunda etapa tuvo lugar entre 1946 y 1957, también con Vasil Mikov como director, esta vez con ayuda de Georgi Iliev Georgiev. Este último fue quien desarrolló la cronología del túmulo, que ha llegado a convertirse en un referente para la cronología de gran parte de la prehistoria del área de los Balcanes. Una tercera fase de excavaciones se inició a principios de la década de 1980, a cargo de un equipo de arqueólogos búlgaros y austriacos dirigidos por Georgi Iliev Georgiev, y luego por Vasil Nikolov y con la participación de Štefan Hiller.

## Capas de los asentamientos
Las cuatro primeras capas estratigráficas corresponden al periodo Neolítico, Karanovo V y VI son del Calcolítico y Karanovo VII es de principios de la Edad del Bronce.

## Hallazgos
Entre los hallazgos del yacimiento figuran piezas de cerámica, herramientas de hueso, estatuillas y algunos sellos grabados con signos que algunos autores han considerado como las primeras muestras de un sistema de escritura. Algunos se conservan en el Museo Histórico de Nova Zagora y otros en el Museo Arqueológico Nacional de Sofía.